# Lepidodexia peruana
Lepidodexia peruana är en tvåvingeart som beskrevs av Guilherme A.M.Lopes 1986. Lepidodexia peruana ingår i släktet Lepidodexia och familjen köttflugor.
Artens utbredningsområde är Peru. Inga underarter finns listade i Catalogue of Life.